# Ptilomyia alkalinella
Ptilomyia alkalinella är en tvåvingeart som först beskrevs av Cresson 1942.  Ptilomyia alkalinella ingår i släktet Ptilomyia och familjen vattenflugor. Inga underarter finns listade i Catalogue of Life.